# Luc Van Hoyweghen
Luc Van Hoyweghen (Appels, 1º gennaio 1929 – 30 giugno 2013) è stato un calciatore belga, di ruolo attaccante.